# Łąkie (województwo lubuskie)
Łąkie (niem. Lanken) – wieś w Polsce położona w województwie lubuskim, w powiecie świebodzińskim, w gminie Skąpe. 
Wieś sołecka położona ok. 4 km na północ od Skąpego, pomiędzy jeziorami Trzeboch oraz Niedźwiedno. Osada rozlokowana jest na planie koła, wokół jeziora. Najprawdopodobniej powstała w XII wieku. Od 1223 do 1810 r. w posiadaniu klasztoru cysterek w Trzebnicy. Od średniowiecza w Łąkiem istniał kościół parafialny, obecnie nie ma po nim żadnego śladu (rozebrany w XIX w.).
We wsi zachowała się częściowo zabudowa z przełomu XIX i XX w.
Jedna z niewielu wsi w Polsce o zabudowie okólnicowej (owalnica).
W latach 1975–1998 miejscowość administracyjnie należała do województwa zielonogórskiego.
7 października 2022 w miejscowym zakładzie produkcji mebli tapicerowanych i materacy doszło do pożaru, w wyniku którego spłonęła główna hala produkcyjna.